# Dicolpus ellenbergeri
Dicolpus ellenbergeri är en insektsart som beskrevs av Navás 1912. Dicolpus ellenbergeri ingår i släktet Dicolpus och familjen fjärilsländor. Inga underarter finns listade i Catalogue of Life.